# Alessandro Batby
Alessandro Alves Ribeiro-Batby (* 20. November 2001 in Chambéry) ist ein französischer Skispringer.

## Werdegang
Batby, der für den Club des Sports Courchevel aus dem Skikomitee Savoie startet, gab am 6. August 2015 im Rahmen des FIS-Jugendcup-Wettbewerbs in Hinterzarten sein internationales Debüt und belegte dabei den 26. Platz. In den folgenden Jahren ging er regelmäßig im Alpencup an den Start, einer Wettkampfserie für Junioren der OPA. Als Saisonhöhepunkt der OPA-Saison dienen die Nordischen Skispiele, an denen Batby Ende Januar 2016 in Villach zum ersten Mal teilnahm. Im Schülerwettkampf wurde er Sechster, ehe er im Team den fünften Platz belegte. Im Februar 2017 trat er beim europäischen Olympischen Winter-Jugendfestival in Erzurum an, wo er nach einem achten Platz im Einzel gemeinsam mit Mathis Contamine, Romane Dieu und Jonathan Learoyd Silber im Team gewann. Nachdem Batby bereits an siebzehn Alpencup-Wettbewerben teilgenommen hatte, gelang ihm am 9. September 2017 in Kandersteg erstmals der Sprung in die Punkteränge. Auch beim Auftakt in den Winter konnte er im Alpencup in Seefeld sowie in Planica im drittklassigen FIS Cup Punktgewinne erzielen. Anfang Februar 2018 war Batby Teil des französischen Aufgebots bei den Nordischen Junioren-Skiweltmeisterschaften 2018 in Kandersteg, wo er im Einzel den Finaldurchgang verpasste sowie gemeinsam mit Mathis Contamine, Valentin Foubert und Jonathan Learoyd Neunter im Team wurde. Wenige Wochen später ging er erneut bei den Nordischen Skispiele der OPA an den Start, wo er nach dem vierzehnten Platz im Jugendwettbewerb Siebter im Team wurde. Mitte März sprang Batby im heimischen Chaux-Neuve auf den 20. Platz im Alpencup, was sein bestes Saisonergebnis in dieser Wettkampfserie darstellte. In der Gesamtwertung belegte er Rang 45. Wenige Tage später wurde er französischer U17-Meister. Die Saison schloss er als Neunter im Einzel sowie mit Gewinn der Bronzemedaille im Teamspringen bei den französischen Meisterschaften in Prémanon ab.
Im Sommer 2018 sprang Batby dreimal in Folge unter die besten 15 im Alpencup. Zum Winterauftakt Anfang Dezember debütierte er in Lillehammer im Continental Cup, wurde am ersten Wettkampftag jedoch disqualifiziert und auch tags darauf verpasste er die Punkteränge deutlich. Im weiteren Saisonverlauf versuchte er sich an zwei weiteren Wochenende erfolglos im Continental Cup und konnte lediglich im Alpencup vereinzelt Punktgewinne erzielen. Bei den Nordischen Junioren-Skiweltmeisterschaften 2019 in Lahti belegte er den 36. Platz im Einzel und wurde zudem gemeinsam mit Mathis Contamine, Jack White und Jonathan Learoyd Achter im Team. Zum Saisonabschluss wurde Batby in gleicher Besetzung wie in Lahti französischer Meister im Team. Beim FIS-Cup-Springen am 6. Juli 2019 in Szczyrk erreichte Batby als Sechster erstmals die besten Zehn bei einem internationalen Skisprungwettbewerb. Im Winter kam er allerdings zu keinem internationalen Einsatz. In die Saison 2020/21 startete er Mitte September in Berchtesgaden mit zwei Punktgewinnen im Alpencup, in dem er bei weiteren Teilnahmen fortan konstant zu den besten Zwanzig gehörte. Bei den aufgrund der COVID-19-Pandemie in den Sommer verschobenen französischen Meisterschaften 2020 in Gérardmer wurde Batby Sechster im Einzel und verteidigte zudem den Meistertitel im Team. Am letzten Dezemberwochenende 2020 sprang er in Engelberg auf den 18. Platz im Continental Cup und holte sich so seine ersten Punkte, die ihm die Starterlaubnis für Weltcup-Springen und die olympischen Winterspiele 2022 erteilten. Zunächst nahm er jedoch ein drittes Mal an Nordischen Junioren-Skiweltmeisterschaften teil, welche 2021 erneut in Lahti ausgetragen wurden. Mit dem zwölften Platz im Einzel sowie dem fünften Rang gemeinsam mit Mathis Contamine, Jack White und Valentin Foubert im Team machte der Franzose mit seinen besten Junioren-Weltmeisterschaften auf sich aufmerksam. Eine Woche später gab Batby in Râșnov sein Weltcup-Debüt und erreichte dabei den 45. Platz. Zudem belegte er gemeinsam mit Joséphine Pagnier, Julia Clair und Valentin Foubert den achten Rang beim Mixed-Teamspringen. Zum Saisonabschluss wurde Batby Sechster bei den französischen Meisterschaften in Courchevel und verteidigte darüber hinaus den Meistertitel im Team.

## Statistik

### Continental-Cup-Platzierungen
| Saison  | Sommer | Sommer | Winter | Winter | Gesamt | Gesamt |
| Saison  | Platz  | Punkte | Platz  | Punkte | Platz  | Punkte |
| ------- | ------ | ------ | ------ | ------ | ------ | ------ |
| 2020/21 | —      | —      | 79.    | 13     | 86.    | 13     |
| 2022/23 | 69.    | 04     | 82.    | 15     | 93.    | 19     |